# Oskar Svendsen
Oskar Nikolai Birger Svendsen (Lillehammer, 10 april 1994) is een Noors voormalig wielrenner. 

## Carrière
In 2012 won Svendsen het nationale kampioenschap op de weg voor junioren. In hetzelfde jaar werd hij wereldkampioen tijdrijden bij de junioren in Valkenburg.
Voor het seizoen 2013 tekende Svendsen een contract bij Joker Merida. Namens die ploeg stond hij in april aan de start van de Circuit des Ardennes, waar hij met zijn teamgenoten de ploegentijdrit won. Datzelfde jaar wist hij in de laatste vier etappes van de Ronde van de Toekomst driemaal bij de beste zeven renners te finishen, wat hem de vijfde plaats in het eindklassement opleverde.
In juli 2014 nam Svendsen deel aan de Ronde van de Aostavallei, waar hij vierde werd in de door Diego Ochoa gewonnen proloog. In de laatste etappe, een 5,4 kilometer lange individuele tijdrit, strandde hij op zes seconden van Ildar Arslanov op de tweede plaats. Op 9 november 2014 maakte Svendsen op Twitter bekend zich het volgende jaar te focussen op zijn studie.

## Overwinningen
2012
 Noors kampioen tijdrijden, Junioren
 Wereldkampioen tijdrijden, Junioren
2013
3e etappe Circuit des Ardennes (ploegentijdrit)

## Ploegen
- 2013 –  Joker Merida
- 2014 –  Team Joker

## Trivia
- In 2012 werd bij Svendsen, tijdens een test aan de Hogeschool Lillehammer, een VO2max van 97,5 gemeten.[2]